# Erlabrunn
Erlabrunn est une commune de Bavière (Allemagne), située dans l'arrondissement de Wurtzbourg, dans le district de Basse-Franconie, le long du Main.

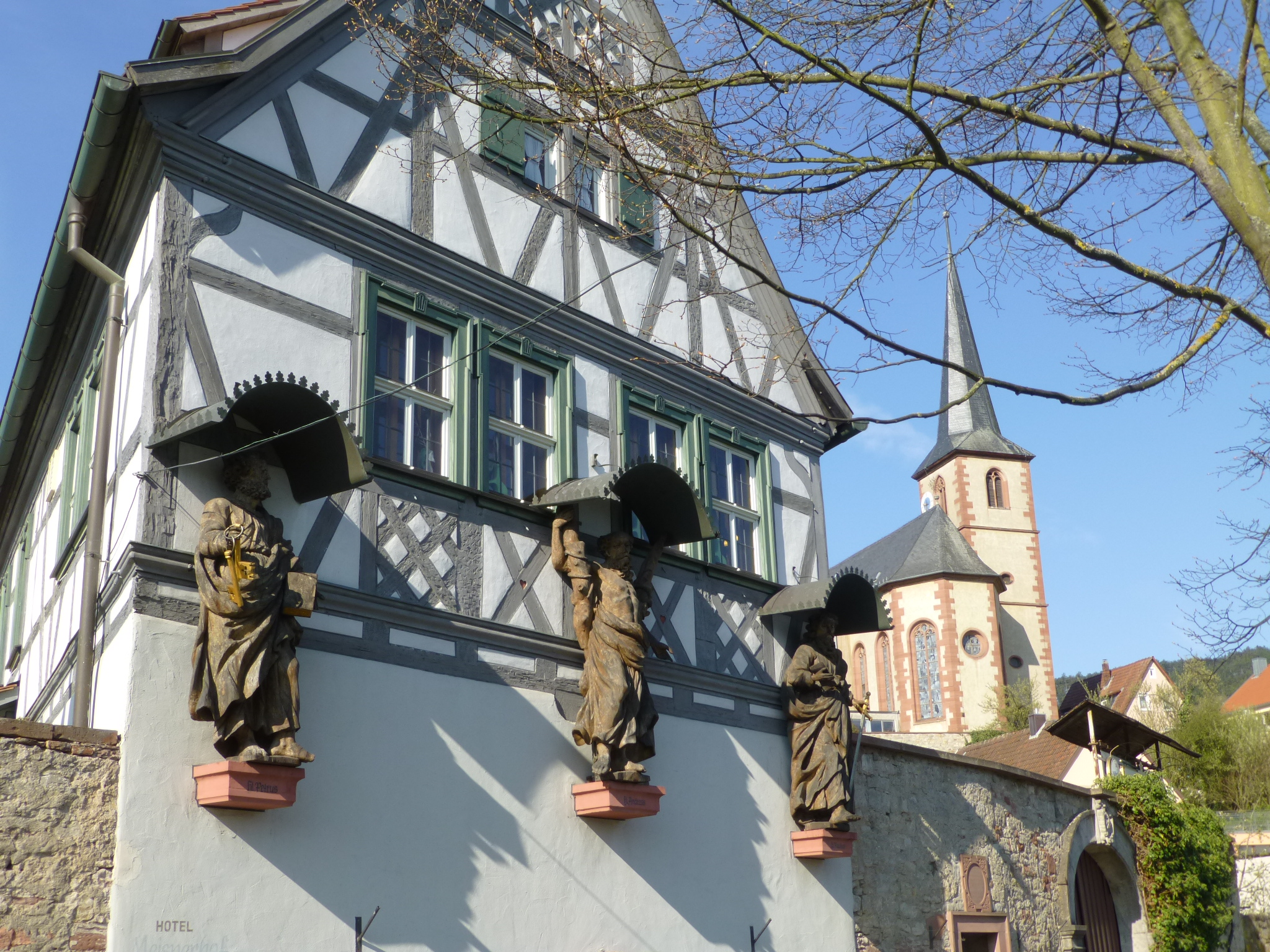
Relais le long du Main construit par Andreas Meisner en 1672, rénové en hotel. Trois grandes statues des apôtres et l'église St. André.